# Hạt cà phê

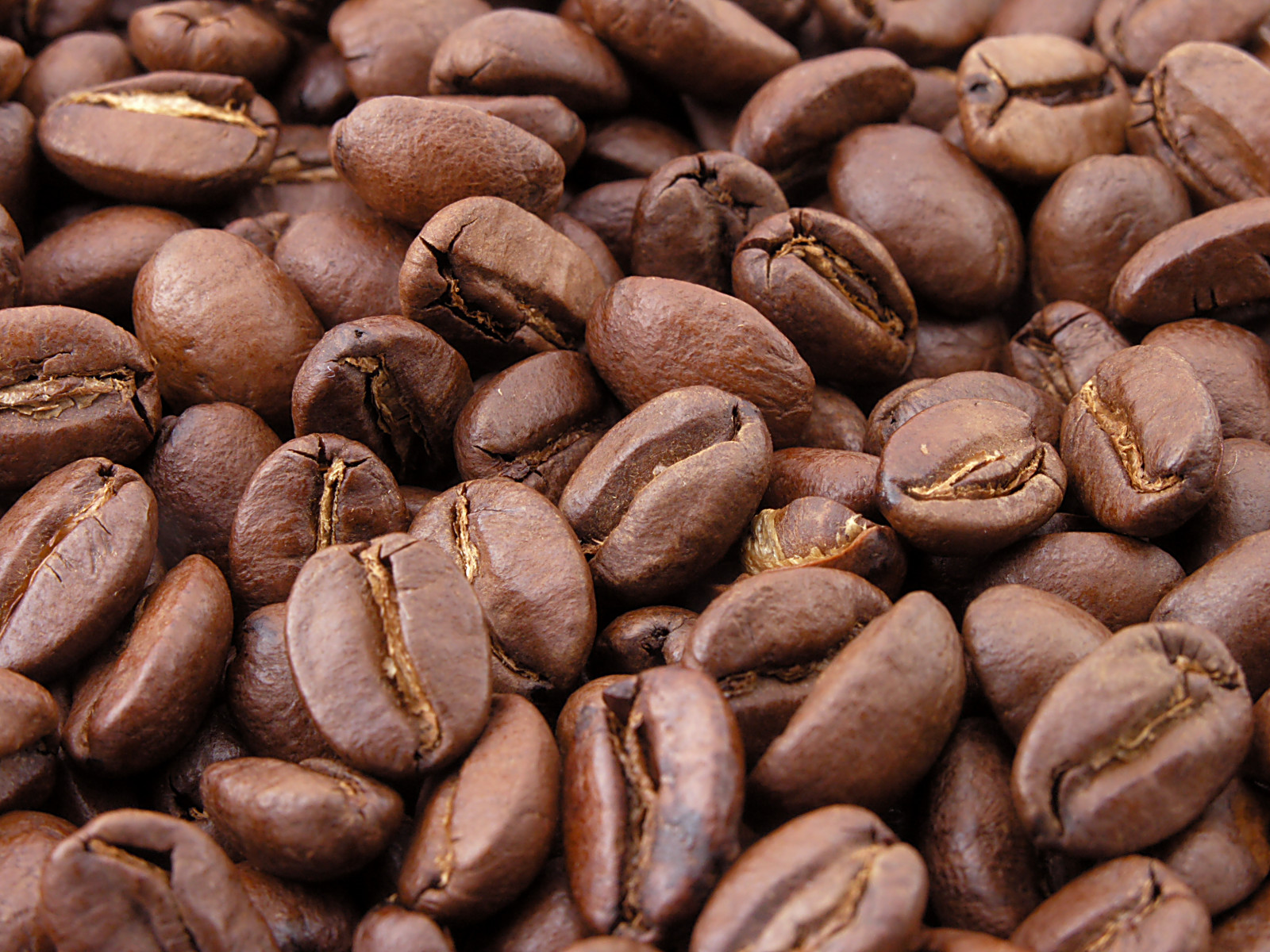
Hạt cà phê đã được rang chín

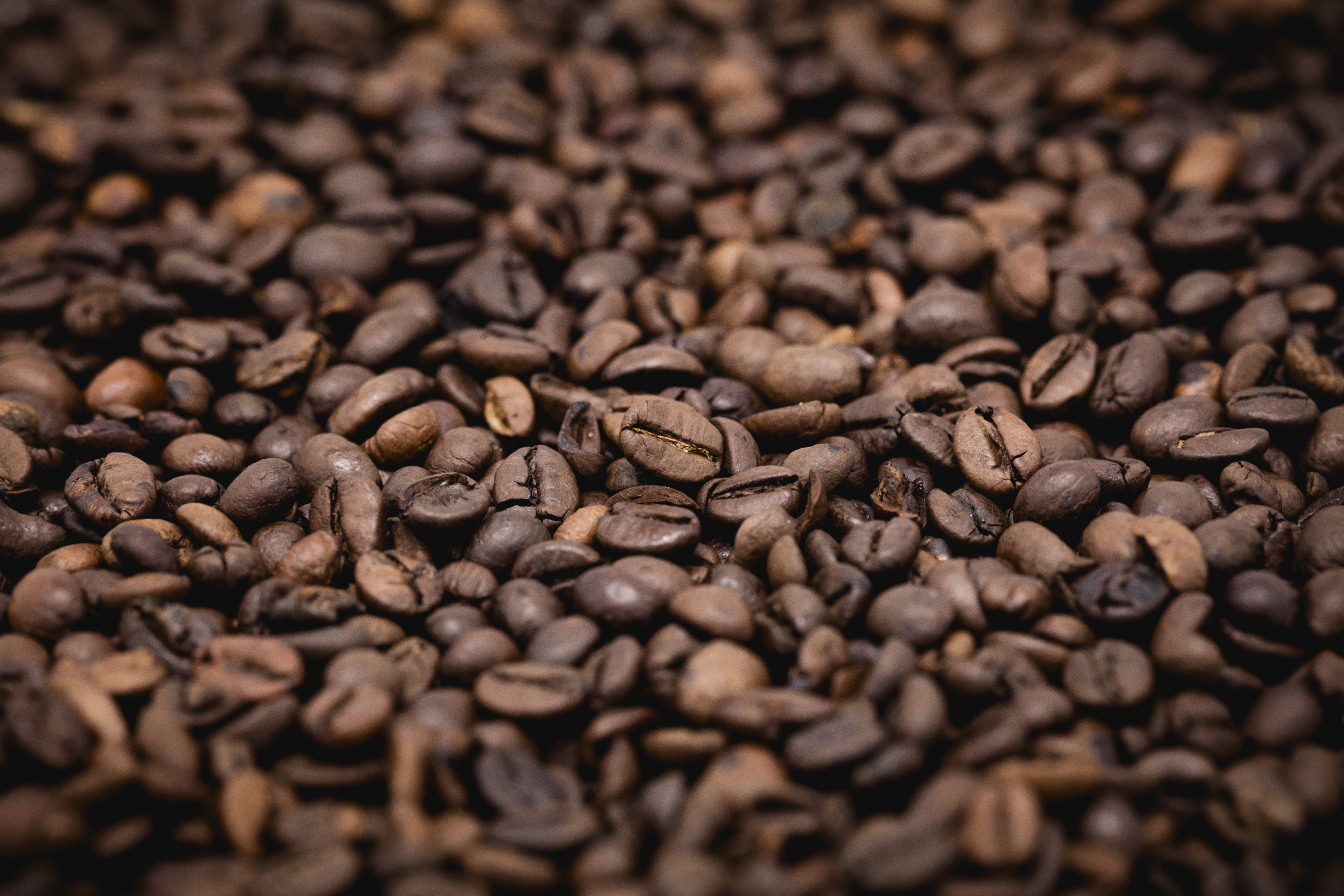
Hạt cà phê

Hạt cà phê (tiếng Anh: Coffee bean) là hạt giống của cây cà phê và là nguyên liệu cho thức uống cà phê.

## Tổng quan
Cây cà phê là loài thực vật cho quả dạng hạch. Khi chín, quả chuyển sang màu đỏ hoặc đỏ thẫm, mang vị ngọt nhẹ cùng hương thơm dịu dàng, phảng phất như mùi đất trời sau một cơn mưa rào mùa hạ – tạo nên nét đặc trưng rất riêng cho loại quả này. Mỗi quả cà phê thường chứa 2 hạt, tuy nhiên đôi khi chỉ có 1 hạt duy nhất. Dù có vẻ ngoài tương tự các loại quả mọng khác, phần thịt của quả cà phê lại khá mỏng, nên chỉ một số loài động vật như dơi, chồn hay voi mới ăn trực tiếp. Đối với con người, phần được sử dụng phổ biến lại chính là hạt cà phê – nguyên liệu làm nên một trong những thức uống phổ biến nhất thế giới. 
Hiện nay, hai giống cà phê chính được trồng rộng rãi là Arabica và Robusta. Trong vụ mùa 2023–2024, Arabica chiếm gần 60% sản lượng cà phê toàn cầu, phần còn lại chủ yếu là Robusta. Hàm lượng caffeine trong hạt Arabica dao động từ 0,8–1,4%, thấp hơn so với Robusta – vốn chứa từ 1,7–4% caffeine.
Cà phê Robusta thường được trồng ở độ cao dưới 600 mét, thích nghi tốt với khí hậu nhiệt đới, nên phổ biến ở nhiều quốc gia – đặc biệt là Việt Nam. Tại đây, Robusta không chỉ chiếm phần lớn diện tích canh tác cà phê mà còn là mặt hàng xuất khẩu chủ lực của ngành nông nghiệp.

## Các dòng hạt

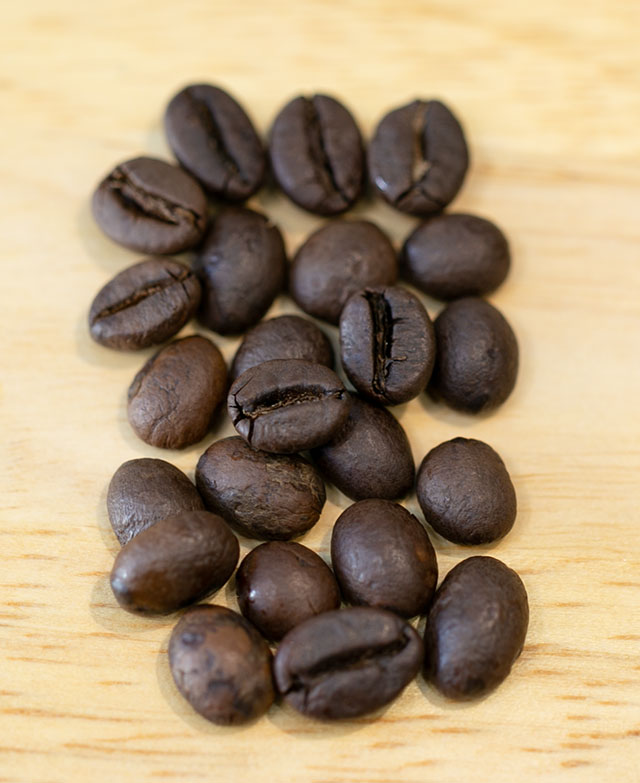
Hạt cà phê Robusta ở Việt Nam

- Hạt cà phê Robusta: Hay còn gọi là cà phê vối[1] thuộc loài thực vật Coffea Canephora Pierre ex A.Froehner. Hạt cà phê Robusta hình bàn cầu tròn, hơi dài, rãnh thẳng và thường là 2 hạt trong 1 trái. Cà phê Robusta có mùi thơm dịu, vị đắng gắt, nước có màu nâu sánh, không chua, hàm lượng cafein vừa đủ.
- Hạt cà phê Arabica: Còn được gọi là cà phê chè. Hạt cà phê Arabica khi pha vào nước có màu nâu nhạt sánh, mùi vị đắng rất đa dạng từ đắng dịu hương thơm nhẹ nhàng, quyến rũ đến vị đắng lẫn hương thơm nồng nàn, đặc biệt có vị hơi chua.
- Hạt cà phê Cherry: Hay còn gọi là cà phê mít có vị chua. Nó mang một đặc điểm và hương vị rất khác lạ. Hạt cà phê vàng, sáng bóng và đẹp. Khi pha tạo ra mùi thơm thoang thoảng, đặc biệt là vị chua của cherry tạo nên một cảm giác sảng khoái với sự hòa quyện giữa mùi và vị, tạo ra một cảm giác dân dã và cao sang, quý phái hòa quyện nhau.
- Hạt cà phê Culi: Là những hạt cà phê to tròn, trong một trái chỉ có duy nhất một hạt. Nó có vị đắng gắt, hương thơm, hàm lượng cafein cao, nước màu đen sánh.
- Hạt cà phê Robusta–Arabica: Là dòng sản phẩm dựa trên sự kết hợp của Robusta và Arabica tạo ra một loại cà phê riêng biệt, nước màu nâu đậm đặc, là sự kết hợp giữa vị đắng gắt của Robusta và hương thơm đậm đà của Arabica.
- Hạt cà phê Robusta–Cherry: Là sự hòa quyện giữa sự đắng gắt của Robusta và vị chua của Cherry. Nước sánh đậm, vị đắng gắt và chua pha lẫn vào nhau tạo nên một loại thức uống.
- Hạt cà phê Robusta – Culi: Tạo nên sự đậm đà hơn nữa trong màu sắc cũng như tăng cường vị đắng gắt của Robusta, giành riêng cho những người sành cà phê và thích cảm giác mạnh. Hạt cà phê Robusta Culi có vị đắng gắt, hương thơm nhẹ, hàm lượng caffeine tương đối cao, nước màu nâu sánh. Chúng tạo cảm giác sảng khoái, năng động hơn.

Khi quả cà phê chín, người ta bắt đầu thu hái và lựa chọn những quả chín có màu đỏ anh đào. Việc chọn lọc này thường được gọi với cái tên là Operation Cherry Red (OCR). Ngoài ra, trong một số trường hợp thì cầy hương châu Á sẽ lựa chọn và ăn những quả cà phê chín sau đó bài tiết ra hạt cà phê. Những hạt cà phê này được gọi là cà phê chồn. Bên cạnh đó loại hạt cà phê được thu từ hệ bài tiết của voi được xem là loại " cà phê đắt nhất thế giới" được sản xuất tại tỉnh Chiang Rai, phía bắc Thái Lan với giá 1.100 USD một kilogram (so với giá khoảng 748 USD mỗi kilogram của cà phê chồn). Chúng khá hiếm. Sau khi xử lý và chế biến, loại cà phê này sẽ mang lại giá trị cực kì cao. Tuy nhiên hiên nay có nhiều cơ sở vì mục đích về giá trị của những loại cà phê đã bắt nhốt và ép động vật ăn hạt cà phê để sản xuất, hành động này là ngược đãi động vật đáng bị lên án.
Hai phương pháp chủ yếu được sử dụng để chế biến quả cà phê là chế biến "ướt" và chế biến "khô":
- Cách chế biến "ướt": được thực hiện phổ biến ở Trung Mỹ và các khu vực của Châu Phi. Thịt của quả cà phê chín sẽ được tách ra khỏi hạt và sau đó hạt được lên men, ngâm trong nước khoảng hai ngày. Điều này làm mềm chất nhầy và một phần dư lượng thịt trái cà phê vẫn còn dính trên hạt. Sau đó chất nhầy và phần thịt dư sẽ được rửa sạch bằng nước.
- Phương pháp "chế biến khô": rẻ hơn và đơn giản hơn, trước đây được sử dụng cho các loại cà phê chất lượng thấp hơn ở Brazil và phần lớn châu Phi. Hạt cà phê chín được thu hái sau đó trải mỏng và phơi dưới ánh mặt trời trên bê tông, gạch hoặc các giàn phơi trong khoảng từ 2 đến 3 tuần. Trong quá trình phơi, hạt cà phê được đảo đều nhiều lần đến khi khô và được bóc tách vỏ bằng máy chuyên dụng ở bước cuối cùng. Hiện nay, phương pháp này được sử dụng nhiều hơn vì nó cho ra đời hạt cà phê ngọt và thơm hơn.